# Dania (Costa d'Avorio)
Dania  è una città e sottoprefettura della Costa d'Avorio appartenente al dipartimento di Vavoua. Conta una popolazione di 77 295 abitanti (censimento 2014).